# Подокарп крупнолистный
Подокарп крупнолистный (лат. Podocarpus macrophyllus) — растение семейства Подокарповые, вид рода Подокарп, произрастающее в  Южном Китае и Южной Японии, а также интродуцированное в Европу.

## Биологическое описание
Подокарп крупнолистный — дерево высотой 8—20 м, с густыми мутовчатыми горизонтальными ветвями.
Листья 8—10 см длиной и до 1 см шириной. Они линейно-продолговатые, с туповатой верхушкой.
Мегастробилы одиночные, в пазухах листьев, на тонких ребристых ножках, длиной 15—18 мм.
Рецептакул мясистый, красный, у основания с двумя маленькими шиловидными листьями. Зрелые семена длиной 10—12 мм, округлоовальные, тёмно-фиолетовые, с восковым налётом, по виду напоминают плод вишни — костянку
|                                     |  |  |
| Рецептакулы, листья и микростробилы |  |  |